# Milivoj Rukavina
Milivoj Rukavina, hrvaški politik, * 16. julij 1915, † 6. avgust 1999, Zagreb.

## Življenjepis
Rukovina, doktor prava, je leta 1940 vstopil v KPJ in naslednje leto v NOVJ. Med vojno je bil politični komisar več enot.
Po vojni je bil javni tožilec Hrvaške, podpredsednik Sabora, zvezni poslanec, župan Zagreba (1950-51), sekretar in član ZIS, član več političnih in zakonodajnih teles Hrvaške in Jugoslavije. 